# NGC 4451
NGC 4451 è una galassia a spirale situata in direzione della costellazione della Vergine.
Il 21 marzo 1985 un astrofilo giapponese, Horoguchi, individuò una supernova nella galassia NGC 4451, poi catalogata come SN 1985G.